# D.J. Davidson
D.J. Davidson (Mesa, 19 settembre 1997) è un giocatore di football americano statunitense che milita nel ruolo di defensive tackle per i New York Giants della National Football League (NFL).

## Carriera

### New York Giants
Al college Davidson giocò a football ad Arizona State. Fu scelto nel corso del quinto giro (147º assoluto) nel Draft NFL 2022 dai New York Giants. L'11 ottobre 2022 fu inserito in lista infortunati a causa della rottura del legamento crociato anteriore nella gara del quinto turno contro i Green Bay Packers. La sua stagione da rookie si chiuse così con 5 presenze, nessuna delle quali come titolare, e 4 tackle.